# Lion du Tsavo

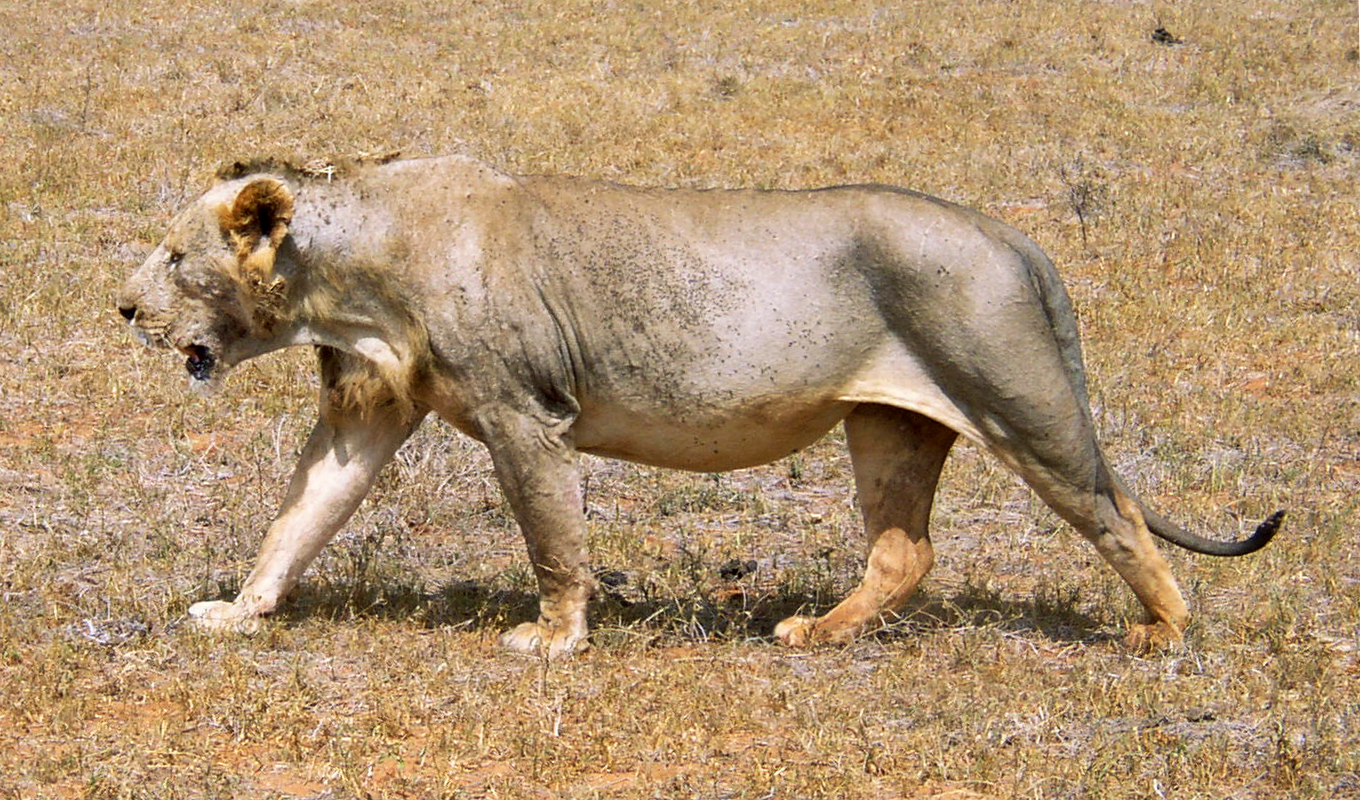
Un lion mâle du Tsavo, sans crinière.

Les lions du Tsavo sont une variété géographique de lion vivant dans le parc national du Tsavo au Kenya. Ne constituant pas une sous-espèce de lion, ils se distinguent cependant par leur absence de crinière et également par leur histoire.
Autrefois, les caravanes d'esclaves faisant route vers la mer avaient coutume d'abandonner les plus faibles au cœur de la savane, où ils devenaient alors la proie des lions. En 1890, une peste bovine tua des milliers d'herbivores, ce qui poussa les fauves à se rabattre sur des proies plus faciles comme l'humain.

## 1898: cas du lion du Tsavo
En 1898, deux lions s'attaquèrent à un chantier ferroviaire entre Mombasa et le lac Victoria. Ils étaient d'une taille imposante (2,60 mètres de long pour une hauteur à l’épaule de 1,20 mètre) et vivaient dans une tanière sous la roche. Après avoir dévoré pendant neuf mois près de cent-quarante ouvriers africains et indiens sur les différents camps avancés du chantier, ils furent finalement abattus par le lieutenant-colonel John Henry Patterson, de la Compagnie britannique impériale d'Afrique de l'Est. Cette histoire fit sensation et fut mentionnée au Parlement britannique. Le président américain Theodore Roosevelt se passionna pour cette histoire et demanda que les dépouilles des deux lions soient conservées au Field Museum de Chicago, dans l'Illinois (où elles sont toujours). Le pont terminé vers 1899 fut appelé Man-Eater's Camp (le camp des mangeurs d'hommes). Détruit par les forces allemandes, ses ruines sont situées à 300 kilomètres de Nairobi. 
Une hypothèse pour expliquer ces attaques de lions sur des humains a été avancé par une publication scientifique de 2017. Un des deux lions impliqué souffrait d'abcès dentaire qui aurait pu le pousser à attaquer des proies plus lentes et plus fragiles, car il ne pouvait se servir de sa mâchoire pour attraper ses proies habituelles,.